# Ralph Nader
Ralph Nader (Winsted, Connecticut, 27 de Fevereiro de 1934) é um advogado e político estadunidense de origem libanesa.
Diplomado pelas universidades de Harvard e Princeton (respectivamente em 1955 e 1958) tornou-se célebre pelas suas campanhas a favor dos direitos dos consumidores nos anos 60 desenvolvidas em conjunto com a associação Public Citizen. Promoveu a discussão de temas como os direitos dos consumidores, o feminismo, o humanismo, a ecologia e a governação democrática. Nader criticou duramente a política internacional exercida pelos Estados Unidos nas últimas décadas, que vê como corporativista, imperialista, contrária aos valores fundamentais da democracia e dos direitos humanos. O seu activismo foi de grande importância na criação de ONGs estadunidenses. Um documentário, An Unreasonable Man (Um Homem Insensato), sobre a vida dele foi lançado em 2006.
Em 1965, Ralph Nader provocou polêmica nos Estados Unidos com a publicação de seu livro Unsafe at Any Speed (Inseguro a Qualquer Velocidade), em que questionava a poderosa indústria automobilística estadunidense sobre as razões das mortes de milhares de cidadãos em acidentes automobilísticos, e que o resultado fatal poderia ter sido evitado se os veículos dispusessem de equipamentos de segurança já existentes naquela época, e que, por razões de economia de custos, não eram instalados nos veículos.
Ele fundou várias ONGs, incluindo The Public Interest Research Groups ou PIRGs (Grupos de Pesquisa no Interesse Público), que também produziu outras organizações como Environment America (América Meio Ambiente).  Ele também fundou organizações como Public Citizen (Cidadão Publico), The Center for Responsive Law (O Centro Para Direito Responsivo), and the Multinational Monitor (O Monitor Multinacional).
Ralph Nader candidatou-se quatro vezes a presidente dos Estados Unidos (nas eleições de 1996, de 2000, de 2004 e de 2008). Em 1996 e 2000 candidatou-se com as cores do Partido Verde, sendo o candidato a vice-presidente Winona LaDuke. Em 2004 candidatou-se como independente, com apoio do Partido Reformista, sendo o candidato a vice-presidente Pedro Miguel Camejo.